# Estrófio
Na mitologia grega, Estrófio era rei da Fócida, filho de Crisos, e casado com uma irmã de Agamemnon. Em sua corte foi criado Orestes, seu sobrinho, que fugiu da casa materna temendo pela própria vida. Durante este tempo, Orestes e Pílades, seu filho, se tornaram grandes amigos.

## Família
Estrófio era filho de Crisos, filho de Foco.
Foco era filho de Éaco e uma nereida, irmã de Tétis. Seus meio-irmãos, Peleu e Telamon, filhos do casamento de Éaco com Endeis, filha de Sciron, para agradar sua mãe, planejaram assassinar Foco, de forma que parecesse um acidente: durante o pentatlo, Peleu fingiu errar, e atingiu Foco com uma pedra. Peleu e Telamon foram exilados depois disso.
Foco teve dois filhos, Panopeu e Crisus; Panopeu foi o pai de Epeu, o construtor do Cavalo de Troia e Crisos foi o pai de Estrófio, pai de Pilades.
Pausânias propôs a teoria de que foi para vingar a morte de Foco, seu bisavô, que Pilades ajudou Orestes a matar Neoptólemo, neto de Peleu.